# نويمبريان
نويمبريان (بالإنجليزية: Noyemberyan)‏ هي municipality of Armenia تقع في أرمينيا في محافظة تاووش. يقدر عدد سكانها بـ 5,500 نسمة ومساحتها 3.6 كم2 .